# Open International de tennis de Roanne
L'Open International de tennis de Roanne è un torneo professionistico di tennis giocato su campi in cemento indoor e fa parte dell'ATP Challenger Tour. La prima edizione si è svolta nel 2021 al Le Scarabée  di Roanne in Francia e faceva parte della categoria Challenger 100 con un montepremi di 88 520 €. Oltre al campo centrale del Le Scarabée, per alcuni incontri dei turni iniziali viene utilizzato il campo del Gymnase Boulevard de Belgique di Roanne.

## Albo d'oro

### Singolare
| Anno | Campione       | Finalista        | Punteggio        |
| ---- | -------------- | ---------------- | ---------------- |
| 2024 | Benjamin Bonzi | Matteo Martineau | 7–5, 6–1         |
| 2023 | Non disputato  | Non disputato    | Non disputato    |
| 2022 | Hugo Gaston    | Henri Laaksonen  | 6(6)–7, 7–5, 6–1 |
| 2021 | Hugo Grenier   | Hiroki Moriya    | 6–2, 6–3         |

### Doppio
| Anno | Campioni                         | Finalisti                      | Punteggio               |
| ---- | -------------------------------- | ------------------------------ | ----------------------- |
| 2024 | Nicolás Barrientos David Pel     | Jakub Paul Matěj Vocel         | 4–6, 6–3, [10–6]        |
| 2023 | Non disputato                    | Non disputato                  | Non disputato           |
| 2022 | Sadio Doumbia Fabien Reboul      | Dustin Brown Szymon Walków     | 7–6(5), 6–4             |
| 2021 | Lloyd Glasspool Harri Heliövaara | Romain Arneodo Albano Olivetti | 7–6(5), 6(5)–7, [12–10] |